# Igor Afrikantow
Igor Iwanowicz Afrikantow (ros. Игорь Иванович Африкантов, ur. 8 października?/21 października 1916 we wsi Puszkarka w obecnym rejonie arzamaskim w obwodzie niżnonowogrodzkim, zm. 19 lipca 1969 w mieście Gorki (obecnie Niżny Nowogród) – radziecki konstruktor i organizator produkcji reaktorów atomowych dla przemysłu, lotnictwa cywilnego i marynarki.

## Życiorys
Urodził się w rodzinie wiejskich nauczycieli. Skończył szkołę podstawową w Arzamasie i szkołę średnią w m. Gorki, po czym studiował w Gorkowskim Instytucie Mechaniki i Budowy Maszyn, który ukończył w 1939. Został kierownikiem grupy biura konstrukcyjnego stoczni w Stalingradzie, a od 1942 pracował w m. Gorki w zakładzie nr 92 jako szef działu, zastępca kierownika warsztatu, szef warsztatu, zastępca głównego technologa, zastępca naczelnika Specjalnego Biura Konstrukcyjnego (OKB) ds. prac doświadczalnych i zastępca szefa głównego konstruktora biura. Od 1951 do 1954 był naczelnikiem i głównym konstruktorem OKB zakładu nr 92, potem do 1964 naczelnikiem i głównym konstruktorem OKB-2 zakładu, następnie naczelnikiem i głównym konstruktorem Doświadczalnego Biura Konstrukcyjnego Budowy Maszyn. Kierował pracami przy projektowaniu 9 reaktorów atomowych i 5 reaktorów ciężkowodnych. W latach 60. kierował pracami przy projektowaniu i opanowaniu produkcji pierwszego na świecie reaktora energetycznego na neutrony prędkie chłodzonego sodem, BN-350 i mocniejszego od niego BN-600. Mimo że były to pierwsze reaktory, wykazały się wyjątkową niezawodnością; pierwszy działał do 1997, drugi działa nadal. W 1954 został głównym konstruktorem instalacji reaktora atomowego dla lodołamacza Lenin. W 1958 został doktorem nauk technicznych, a w 1960 profesorem Gorkowskiego Instytutu Politechnicznego, w którym w 1962 z jego inicjatywy utworzono Wydział Fizyczno-Techniczny, którego został wykładowcą. Był autorem prac naukowych.

## Odznaczenia i nagrody
- Medal Sierp i Młot Bohatera Pracy Socjalistycznej (14 maja 1960)
- Order Lenina (trzykrotnie, 8 grudnia 1951, 23 lipca 1959 i 14 maja 1960)
- Order Czerwonego Sztandaru Pracy (4 stycznia 1954)
- Order Czerwonej Gwiazdy (6 czerwca 1945)
- Order „Znak Honoru” (5 stycznia 1944)
- Medal „Za ofiarną pracę w Wielkiej Wojnie Ojczyźnianej 1941–1945”
- Nagroda Leninowska (1958)
- Nagroda Stalinowska (1953)

I inne.